# 巴霍巴利王：磅礴終章
《巴霍巴利王：磅礴終章》是一部2017年印度史詩歷史片，2015年電影《帝國戰神：巴霍巴利王》的續集，由S·S·拉傑摩利執導和編劇。本片同時包含了泰盧固語和坦米爾語並額外配音了印地語、馬拉雅拉姆語和法語。由普拉巴斯、拉納·達古巴提、安努舒卡·謝蒂和塔曼娜·巴提亞主演。

## 劇情
故事接續前集《帝國戰神：巴霍巴利王》，卡塔帕敘述為何會對偉大的亞美德拉‧巴霍巴利痛下殺手…
在擊敗克拉卡雅部落後，亞美德拉被皇太后指名為瑪西瑪帝國的未來君王，其兄帕拉提婆則被指名為帝國總帥。為了幫亞美德拉找位好皇后，皇太后席娃伽彌讓亞美德拉和卡塔帕周遊列國，自己則慢慢地為未來的媳婦做好準備。
亞美德拉來到瑪西瑪北邊7.5由旬遠處的坤塔拉王國。他在旅途中愛上了公主－提婆犀那。也認識了提婆犀那的哥哥、坤塔拉國王－珈雅犀那 (Meka Ramakrishna飾) 和提婆犀那自大的舅舅－庫瑪拉‧法瑪 (Subbaraju飾) 。皇太后由於打算將王位傳給亞美德拉，因此對親生兒子帕拉提婆心有愧疚，答應實現他的一個請求。沒想到，帕拉提婆得知兩人相愛後心生忌妒，便將先前得到的請求用在請皇太后席娃伽彌向提婆犀那提親，打算自己先娶走提婆犀那。一無所知的皇太后席娃伽彌一口答應了自己的兒子，鑄下日後後悔莫及的大錯。
席娃伽彌請屬下向提婆犀那提親，但因屬下驕傲自大的態度，所以提婆犀那大聲斥責瑪西瑪帝國對坤塔拉王國完全不抱持尊重。席娃伽彌聽聞此事後勃然大怒，憤怒的指派在坤塔拉出遊的亞美德拉將提婆犀那給押解回國。
沒想到，坤塔拉王國遭到山賊培達路斯國入侵。但在亞美德拉過人的膽識的幫助下，成功擊敗了山賊。亞美德拉卻被迫接露自己的身分，雖然提婆犀那對他其為失望，但亞美德拉保證自己會用性命保護公主，護送她一路到瑪西瑪帝國去。
沒想到來到瑪西瑪帝國後，問題便接踵而至。席娃伽彌對提婆犀那和亞美德拉的愛感到極為不滿，要求亞美德拉交出自己的王位給堂哥。亞美德拉照做了，但瑪西瑪帝國的人民還是支持他，並且在帕拉提婆的加冕儀式時給亞美德拉歡呼。
沒想到帕拉提婆還不死心，先是免除亞美德拉作為帝國總帥的職位、又在一次法庭爭執中勃然將亞美德拉和提婆犀那放逐出境，但仁慈的亞美德拉依舊受到百姓愛戴，在物資缺乏的偏遠地區帶領民眾改善生活環境（提婆那犀已懷孕）。後來眼見亞美德拉怡然自得的生活，被忌妒心蒙蔽的帕拉提婆又策劃了一場陰謀，設計陷害庫瑪拉‧法瑪，抹黑他試圖暗殺自己，讓皇太后處死亞美德拉。卡塔帕同時忠心於皇太后和亞美德拉，不甘情願地接下了任務。在一場戰鬥中，亞美德拉遭到卡塔帕刺殺後黯然死去。
帕拉提婆心喜，在戰場上脫口將自己策劃的陰謀說出（卡塔帕在場）。回到宮中，卡塔帕怒斥皇太后的不對。席娃伽彌發現自己失手殺死了心愛的兒子後懊悔萬分，決定從此開始由亞美德拉的兒子－瑪罕德拉‧巴霍巴利繼承帝國王位。
帕拉提婆不甘心，想下手殺死自己的母親（席娃伽彌）、侄子，席娃伽彌帶著瑪罕德拉逃離，後從密道逃到護城河，然後中箭流到溪裡，被瀑布沖到下面，眼見不停上漲的溪水，席娃伽彌高舉手上幼小的嬰兒向天地眾神祈求，最後雖活活溺死（開頭），但嬰兒在高舉的手中平安無事。提婆犀那被囚禁；坤塔拉王國慘遭帕拉提婆摧毀。珈雅犀那為了復仇，組織了反抗軍組織立誓對抗帕拉提婆。
卡塔帕說完故事後，瑪罕德拉再也無法忍受，一行人打算進攻瑪西瑪帝國並奪回王位。
在戰鬥中，昆伽提婆試圖讓卡塔帕倒戈，但卡塔帕誓言效忠皇太后和她25年前的決定－讓瑪罕德拉成為真正的帝王，並推開了昆伽提婆。帕拉提婆和瑪罕德拉展開苦戰，提婆犀那則在戰爭中展開火的試煉－頭頂篝火繞行三圈便能無堅不摧。在提婆犀那成功完成試煉後，瑪罕德拉將帕拉提婆投到乾柴上。帕拉提婆被提婆犀那燒死，瑪西瑪這25年的殘酷統治也結束了。

## 演員
- 普拉哈斯 同時飾演 亞美德拉‧巴霍巴利 和 瑪罕德拉‧巴霍巴利（濕婆度）
- 拉納·達古巴提 飾 帕拉提婆
- 安努舒卡·謝蒂 飾 提婆犀那
- 特曼娜·芭蒂亞 飾 阿凡提
- 拉姆婭·克里希南 飾 席娃伽彌
- Sathyaraj 飾 卡塔帕
- 奈薩爾 飾 昆伽提婆
- Subbaraju 飾 庫瑪拉‧法瑪
- Meka Ramakrishna 飾 珈雅犀那
- 蘿西妮 飾 桑卡

## 外部連結
- 互联网电影数据库（IMDb）上《巴霍巴利王：磅礴終章》的资料（英文）
- Box Office Mojo上《巴霍巴利王：磅礴終章》的資料（英文）
- 巴霍巴利王：磅礴終章 （页面存档备份，存于）的Bollywood Hungama